# Franz Friedrich Droste (Politiker, 1753)
Franz Friedrich Droste (* 5. Juni 1753 in Bremen; † 20. Januar 1817 in Bremen) war ein Jurist und Bremer Senator.

## Biografie
Droste war der Sohn von Franz Heinrich Droste und seiner Frau Sophie.
 
Er war verheiratet mit der Kaufmannstochter Wilhelmine Maria Menken (1762–1839); beide hatten elf Kinder, darunter den Senator Franz Friedrich Droste (1784–1849), der ihm 1817 als Senator direkt folgte.
Er absolvierte ab 1770 das Gymnasium Illustre in Bremen und studierte ab 1773 Rechtswissenschaften an der Universität Leipzig und ab 1774 an der Universität Göttingen. Er soll 1776 zum Dr. jur. promoviert haben.

Er war danach am Obergericht tätig.
 
Von 1796 bis 1817 (†) war er als Nachfolger von Johann Holler Bremer Ratsherr/Senator.